# Fritz Hansen
Fritz Hansen, ook wel bekend als Republic of Fritz Hansen, is een Deense meubelproducent. Ontwerpers die voor Fritz Hansen hebben gewerkt zijn onder meer Arne Jacobsen (1902–1971), Poul Kjærholm (1929–1980), Hans J. Wegner (1914–2007) en Piet Hein (1905–1996).

## Geschiedenis
Fritz Hansen werd opgericht in 1872 door de Deense timmerman Fritz Hansen. In 1885 opende hij een werkplaats aan de Christianshavn in Kopenhagen. In 1915 introduceerde hij zijn eerste ontwerp: een stoel gemaakt van door stoom gebogen hout. Meubelproducent Fritz Hansen maakte meubelen voor onder meer het Deense parlement, de universiteitsbibliotheek en het stadhuis van Kopenhagen.
In de jaren dertig begon de producent zich toe te leggen op de productie van houten stoelen die met behulp van stoom in vorm worden gebogen. Fritz Hansen was de eerste Deense meubelproducent die flat-pack meubelen produceerde. In dezelfde periode produceerde het de eerste stoel met een stalen frame die ontworpen was door Kaare Klint. In 1934 startte de samenwerking tussen Fritz Hansen en Arne Jacobsen, wat in de jaren vijftig resulteerde in enkele bekende klassiekers zoals de Mier (1952), de Vlinderstoel (1955), de Grand Prix (1957) de Zwaan (1958), en het Ei (1958).
De samenwerking met Piet Hein en Bruno Mathsson in 1968 resulteerde in de superelliptische tafel. Tot 1979 was Fritz Hansen volledig in handen van de erfgenamen van de naamgever. In dat jaar werd Skandinavisk Holding voor 75% eigenaar van het bedrijf. In 1982 verwierf Fritz Hansen de rechten op een groot deel van de meubelcollectie van Poul Kjærholm.
Vanaf de jaren tachtig van de twintigste eeuw heeft Fritz Hansen het assortiment uitgebreid met onder meer de Essay tafel van Cecilie Manz, T-NO1 van Todd Bracher, RIN stoel van Hiromichi Konno, Plano tafels van Pelikan Design en de Ice serie van Kasper Salto.

## Enkele ontwerpen

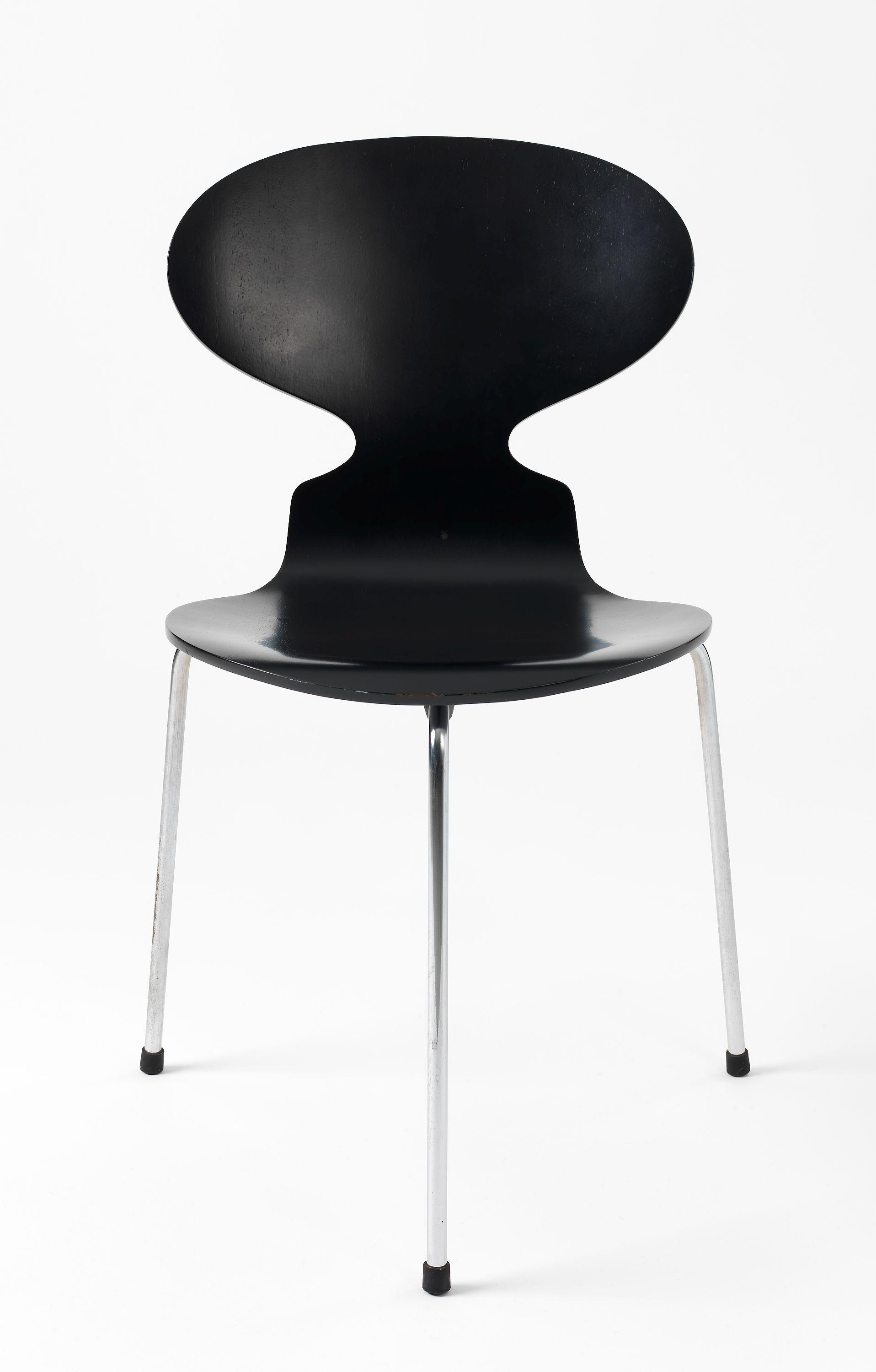
De Mier (1952), Arne Jacobsen
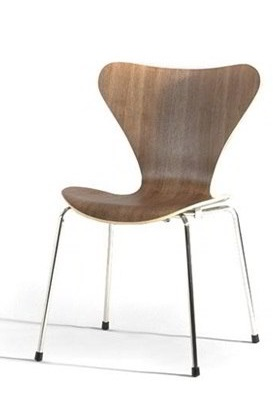
Series 7 (Vlinderstoel) (1955), Arne Jacobsen
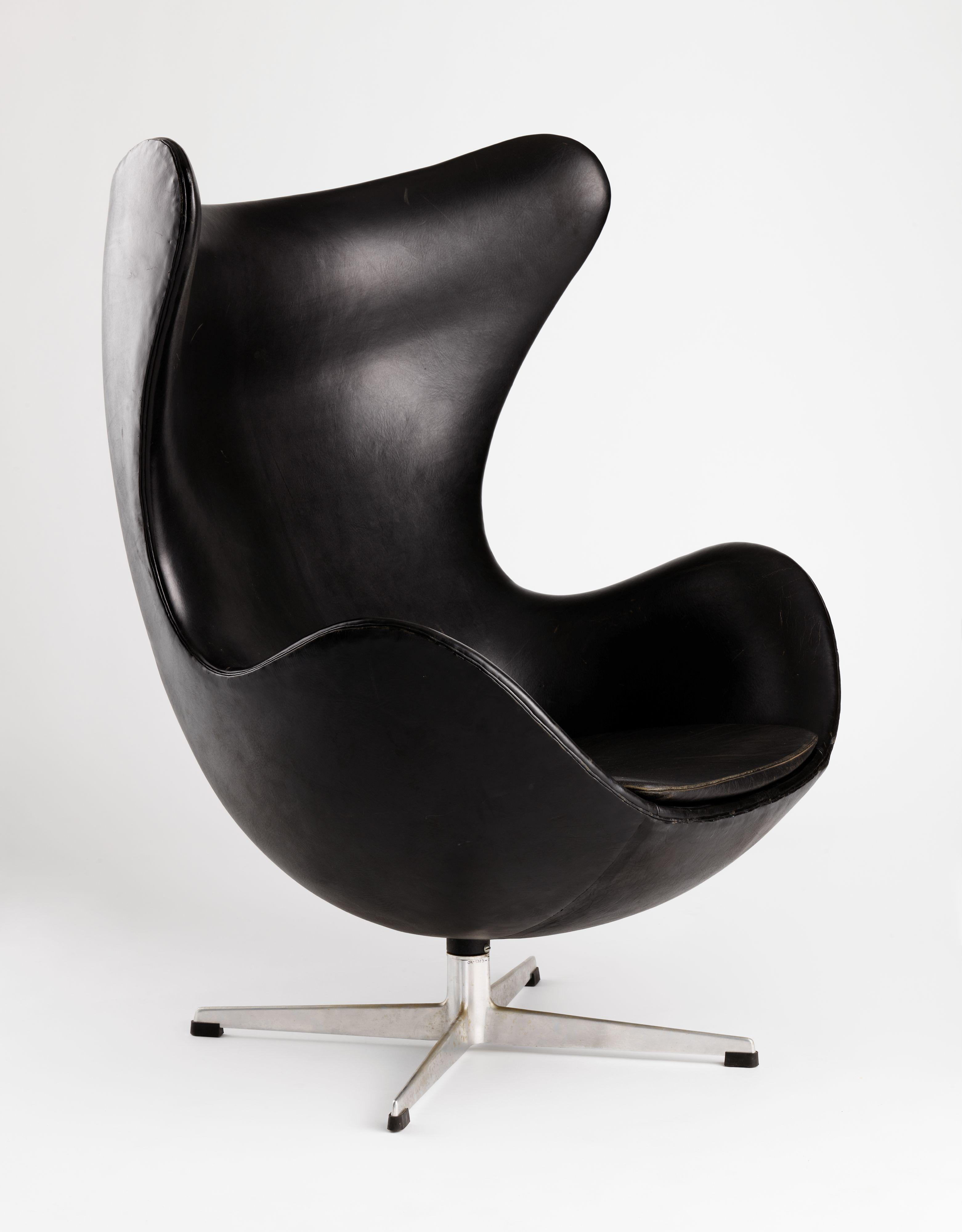
Ei stoel (1958), Arne Jacobsen
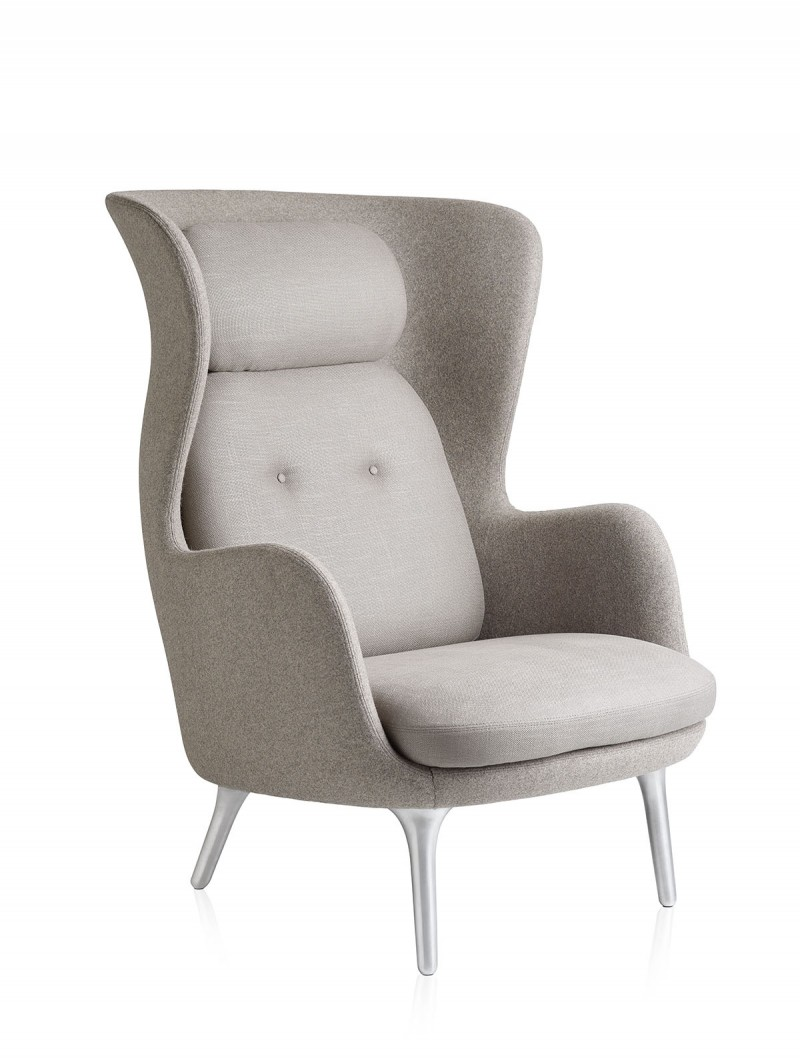
Ro Chair (2013), Jaime Hayon